# Семіли (округ)
Семіли (чеськ. Okres Semily) — адміністративно-територіальна одиниця в Ліберецькому краї Чеської Республіки. Адміністративний центр — місто Семіли. Площа округу — 698,99 км², населення становить 74 087 осіб.
До округу входить 65 муніципалітетів, з котрих 9 — міста.